# Тресково (Костромская область)
Тресково — деревня в Солигаличском муниципальном округе Костромской области. Входит в состав Лосевского сельского поселения

## География
Находится в северо-западной части Костромской области на расстоянии приблизительно 17 км на юг по прямой от города Солигалич, административного центра района.

## История
Сельцо Тресково в XVIII веке принадлежало С. Ф. Щулепникову, делегату от Солигаличских дворян при выработке в 1767 году «Уложения Екатерины II». В 1872 году здесь (тогда сельцо или усадьба) было отмечено 4 двора, винокуренный и сыроварный заводы, в 1907 году—также 4.

## Население
Постоянное население составляло 17 человек, 12 (1897), 4 (1907), 10 в 2002 году (русские 100 %), 4 в 2022.